# ويلمر فوينتيس
ويلمر فوينتيس (بالإسبانية: Wilmer Fuentes)‏ هو لاعب كرة قدم هندوراسي، ولد في 21 أبريل 1992 في El Progreso ‏ في هندوراس. شارك مع منتخب هندوراس لكرة القدم. أما مع النوادي، فقد لعب مع نادي ماراثون.

## وصلات خارجية
- ويلمر فوينتيس على موقع الاتحاد الدولي (مؤرشف)  (الإنجليزية)
- ويلمر فوينتيس على موقع قاعدة بيانات كرة القدم.إي يو (الإنجليزية)
- ويلمر فوينتيس على موقع ناشيونال فوتبول تيمز (الإنجليزية)
- ويلمر فوينتيس على موقع Soccerway.com (الإنجليزية)
- ويلمر فوينتيس على موقع أوليمبيديا (الإنجليزية)